# Теодоріх Великий

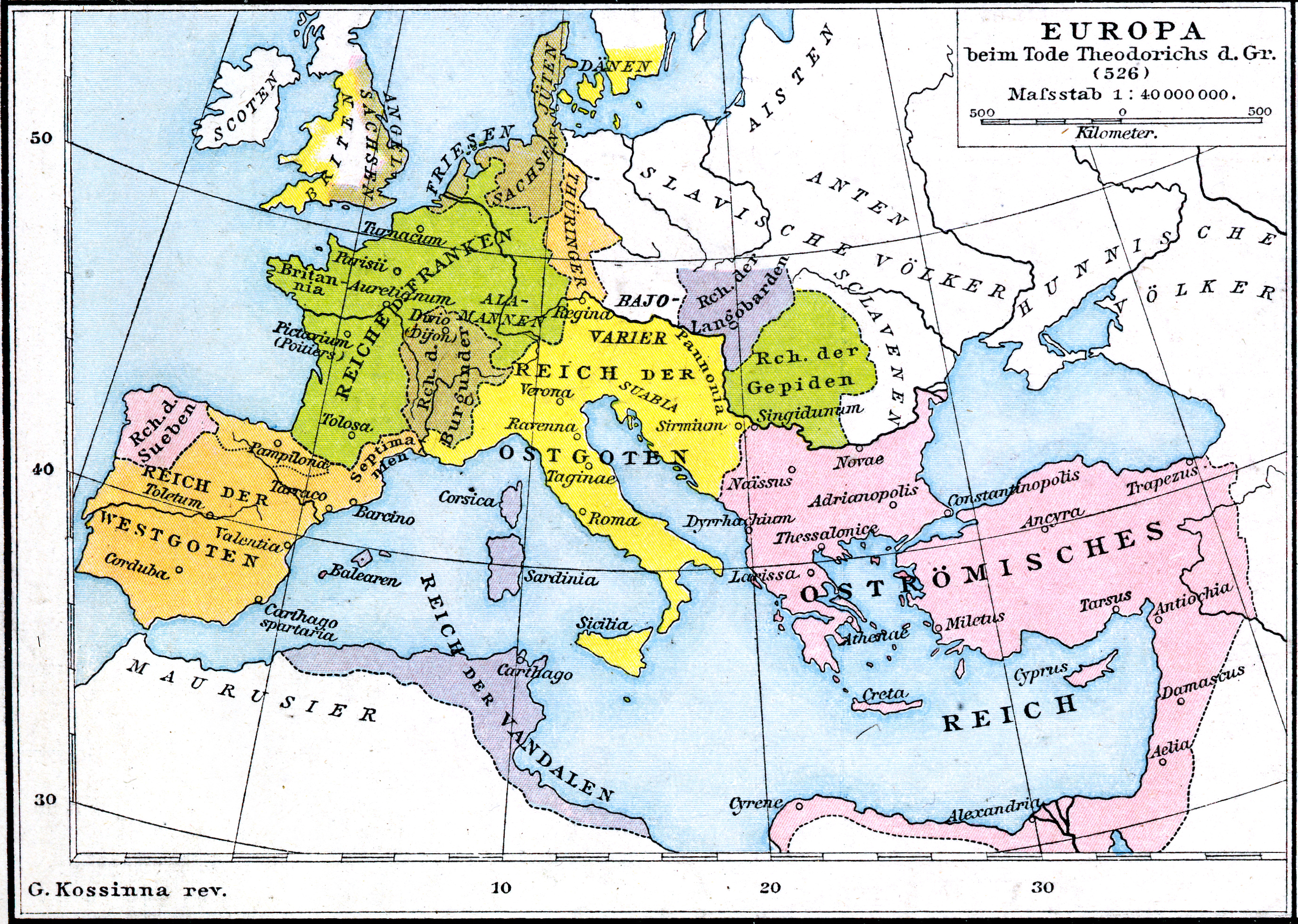
Остготське королівство (жовте) на момент смерті Теодоріха (526)

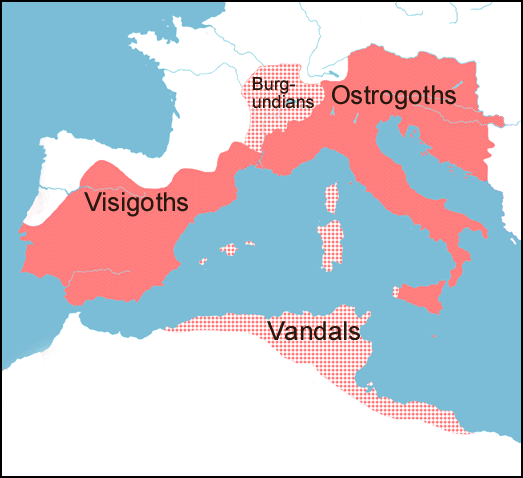
Імперія Теодоріха на піку могутності в 523

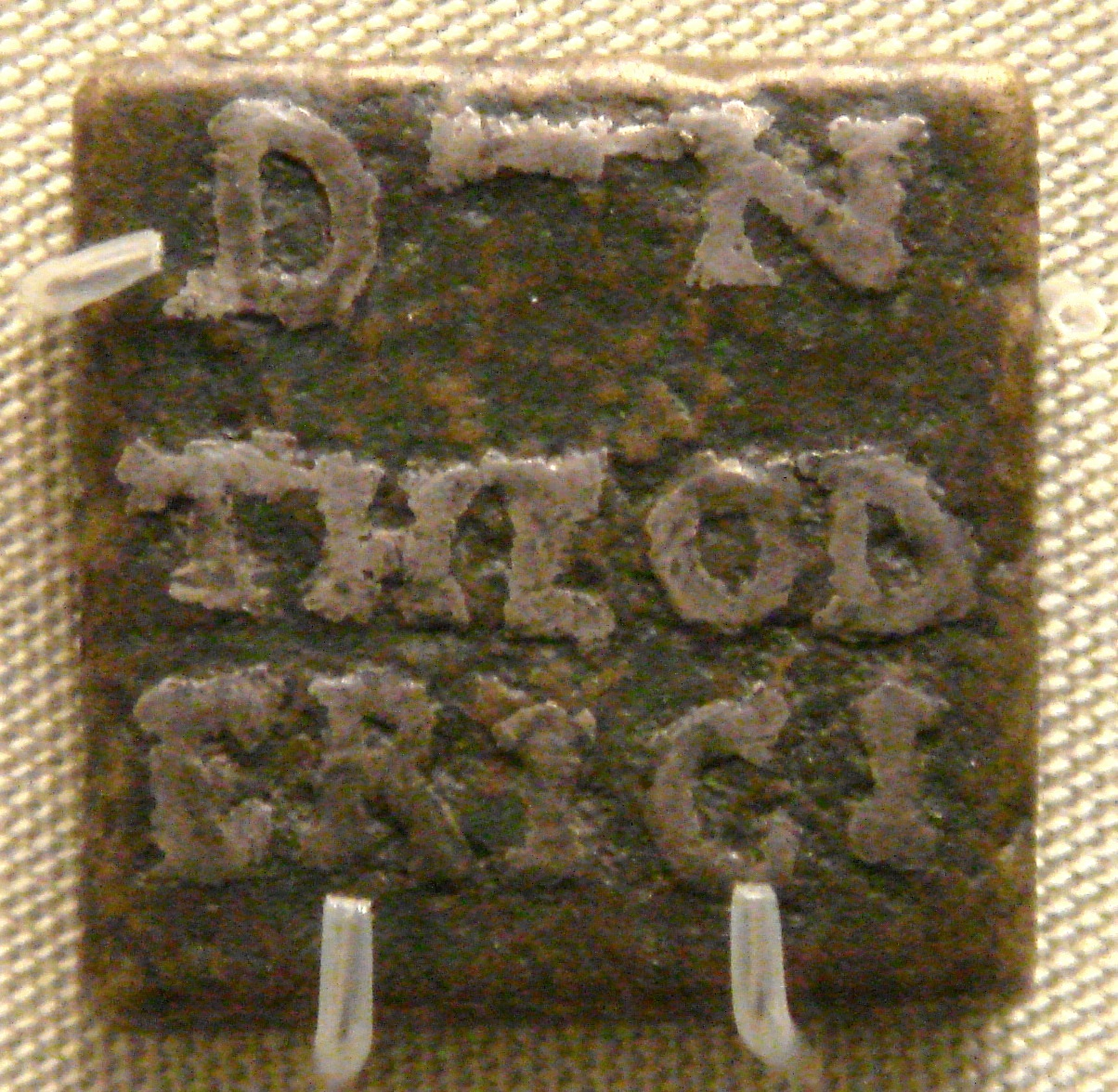
Бронзова міра зі срібною вставкою й ім'ям Теодоріха, виготовлена префектом Рима Катуліном в 493–526

Теодоріх (гот. Þiudareiks, лат. Flāvius Theodoricus, грец. Θευδέριχος; 454, Карнунт, Паннонія (сучасна Австрія) — 30 серпня 526) — король остготів (475—526), засновник Італійського королівства.

## Життєпис
Народився в 454 в Паннонії, на берегах Нойзідлерського озера поблизу Карнунта. Він був сином готського короля Теодимира з Амалівської династії і його дружини-наложниці Ерелеуви. Батько Теодоріха сповідував аріанство, а мати була ортодоксальною християнкою. Хлопець народився у той час, коли готи нарешті звільнилися від столітнього гунського ярма.
Онук короля остготів Вандалара. Нащадок легендарного Германаріха, правителя української Готії.
У 461, коли Теодоріху було 7 або 8 років, батько відправив його заручником до Константинополя на знак укладання готсько-римської угоди із Левом I Фракійцем, імператором Східно-Римської імперії.
Освіту здобув у Константинопольській вищій школі в найкращих учителів того часу. До 469 залишався у Константинополі, де поступово романізувався. Імператор Лев І був приязним до Теодоріха, а придворні ставилися до нього з підкресленою повагою як до представника давнього роду.
У 469—470 Лев І відпустив Теодоріха на Батьківщину у Паннонію. Там він перейняв головування над готами від свого дядька Валамира, залишаючись при цьому підвладним своєму батькові-королю.
Невдовзі після цього сармати з району Тиси під проводом вождя Бабая напали на землі імперії в районі Сінгідуна (сучасного Белграда). У відповідь Теодоріх перейшов із 6 000 вояків Дунай, розбив сарматів і убив Бабая. Ця перемога укріпила позиції майбутнього правителя готів, хоча він ще не посідав престолу. Ймовірно, після цього Теодоріх залишив за собою відвойовані терени Сінгідуна.
У 470-х молодий Теодоріх провів ряд походів проти своїх суперників із середовища готської знаті, а також ворогів Східної Римської імперії. Одним із таких суперників був вождь фракійських готів Теодоріх Косоокий, який повстав проти імператора Флавія Зенона. Після перемоги імператор поставив молодого Теодоріха командувачем збройних сил імперії, завдяки чому його готи стали федератами в римській армії.
Зенон намагався використовувати готських правителів у власних інтересах, зіштовхуючи один із одним. Коли під час голоду 476 і 477 молодий Теодоріх запросив у імператора нових земель для годування свого війська, той передав його посаду командувача суперникові — Теодоріху Косоокому. У відповідь розгніваний королевич став грабувати поселення в районі Родопських гір. Його підлеглі силою зібрали провізію, повбивали місцевих селян, спалили дощенту Стобі в Македонії, а також погрожували архієпископу Гераклеї, вимагаючи забезпечити їх харчами. Зенон запропонував Теодоріху примирення, а сам потайки відправив в тил противника війська. Поки готи домовлялися із імператорськими послами у Епідаврумі, римляни напали на обоз Теодоріха під охороною Теодімунда й захопили 2 000 возів здобичі і 5 000 полонених.
У 479 Теодоріх поселив своїх людей в Епірі за допомоги родича Сідімунда.
У 482 його готи спустошили Грецію і поруйнували Ларіссу. Зенон був змушений шукати нових домовленостей із Теодоріхом, аби закінчити готсько-римську війну.
У 483 він призначив Теодоріха військовим магістром, а в 484 — консулом, із правом командувати придунайськими провінціями Дакії та Мезії.
У 489 вторгся в межі Італії і до 493 завоював весь Апеннінський півострів та Сицилію. Фактично об'єднав всю Італію в Остготському королівстві зі столицею в Равенні.
Похований у мавзолеї Теодоріха.

## У культурі
Прообраз німецького фольклорного героя — Дітріха Бернського.

## Сім'я
- Батько: Теодомир (?—?), король остроготів (469—474).
- Мати: Ерелеува
- Наложниця: NN, з Мезії.
  - Теодегота (бл. 473 — ?) ∞ Аларіх II, король вестготів.
  - Острогота (бл. 475 — ?) ∞ Сигізмунд, король бургундів.
- Дружина (з 493): Аудофледа
  - Амаласунта (бл. 495 — 534/535) ∞ Євтарик
- Онук: Аталаріх (516 — 534), король остроготів, син Амаласунти.

## Імена
- Теодоріх (лат. Theodoricus; грец. Θευδέριχος, Theuderikhos) — ймовірно походить від гот. 𐌸𐌹𐌿𐌳𐌰𐍂𐌴𐌹𐌺𐍃, *Þiudareiks, «король людей»[21].
- Теодорік (англ. Þeodric) — як персонаж англійського фольклору.
- Дітріх Бернський (нім. Dietrich von Bern) — як персонаж німецького фольклору.
- Дйодрекр (Þjóðrekr Þiðrekr) — у скандинавській міфології.

## Книгопис
- Ausbüttel, Frank M. Theoderich der Große (Gestalten der Antike). 2. bibliografisch aktualisierte Auflage. WBG, Darmstadt 2012.
- Burns, T. A History of the Ostrogoths. Bloomington; Indianapolis: Indiana University Press, 1991.
- Elton, H. The Roman Empire in Late Antiquity: A Political and Military History. Cambridge-New York: Cambridge University Press, 2018.
- Frassetto, M. Encyclopedia of Barbarian Europe: Society in Transformation. Santa Barbara, CA: ABC-CLIO, 2003.
- Geary, P. Barbarians and Ethnicity // Late Antiquity: A Guide to the Postclassical World. Cambridge, MA: The Belknap Press of Harvard University Press, 1999.
- Johnson, M. Toward a History of Theoderic's Building Program // Dumbarton Oaks Papers. 1988 (42): 73–96.
- Langer, W. Italy, 489–554 // An Encyclopedia of World History. George G. Harrap and Co, 1968.
- Moorhead, John . Theoderic in Italy. Oxford: Oxford University Press, 1992.
- Wolfram, H. History of the Goths. Berkeley-Los Angeles: University of California Press, 1988.